# Đảo Bathurst (Canada)
Đảo Bathurst là một trong những đảo thuộc Quần đảo Nữ hoàng Elizabeth ở Nunavut, Canada. Đây là một đảo nằm trong Quần đảo Bắc Cực thuộc Canada. Diện tích của đảo được ước tính là 16.042 km2 (6.194 dặm vuông Anh), 115 đến 117 mi (185 đến 188 km) dài và từ 63 mi (101 km) đến 72 mi (116 km) đến 92,9 mi (149,5 km) rộng, khiến nó trở thành hòn đảo lớn thứ 54 trên thế giới và là hòn đảo lớn thứ 13 của Canada. Đảo này không có người ở thường xuyên
Hòn đảo nằm ở vị trí thấp với vài phần nhô cao hơn ở độ cao 330 m (1.083 ft). Điểm cao nhất trên đảo là 412 m (1.352 ft) tại Núi Stokes trong Dãy núi Stokes. Điều này lần lượt tạo thành một phần của hệ thống núi Cordillera Bắc Cực. Điều kiện đất tốt tạo ra thảm thực vật phong phú và hỗ trợ một quần thể động vật hoang dã sinh sôi nảy nở hơn các đảo Bắc Cực khác.

## Lịch sử
Hòn đảo là nơi sinh sống đầu tiên của nền văn hóa Độc lập I vào khoảng năm 2000 trước Công nguyên. Họ được tiếp nối bởi các nền văn hóa Độc lập II, Pre-Dorset và Dorset. Làng Brooman Point  trên bờ biển phía đông đảo Bathurst là địa điểm của các bộ lạc bản địa Thule sinh sống vào những năm 1000 AD, có thể hình dung trong một giai đoạn khí hậu ấm hơn. Không có người Inuit hiện đại nào ở đó vào thời điểm phát hiện ra châu Âu vào những năm 1800. Nhưng người Inuit trong khu vực có thể biết về động vật hoang dã phong phú của nó, và có thể đi du lịch ở đó trong các chuyến đi săn. William Edward Parry là người châu Âu đầu tiên khám phá hòn đảo vào năm 1819, biểu đồ bờ biển phía nam của nó. Nó được đặt tên theo Henry Bathurst, Bá tước thứ ba của Bathurst, Bộ trưởng Ngoại giao Anh và các thuộc địa 1812-1827. Robert Aldrich đã lập biểu đồ phần lớn bờ biển phía tây của nó vào năm 1851, trong khi George Henry Richards và Sherard Osborn lập biểu đồ cho bờ biển phía bắc của nó vào năm 1853.